# О’Ши, Тони
Тони О’Ши (англ. Tony O'Shea, род. 9 мая 1961, Стокпорт, Чешир (ныне — в графстве Большой Манчестер), Англия) — профессиональный английский дартсмен. Имеет прозвище Silverback.

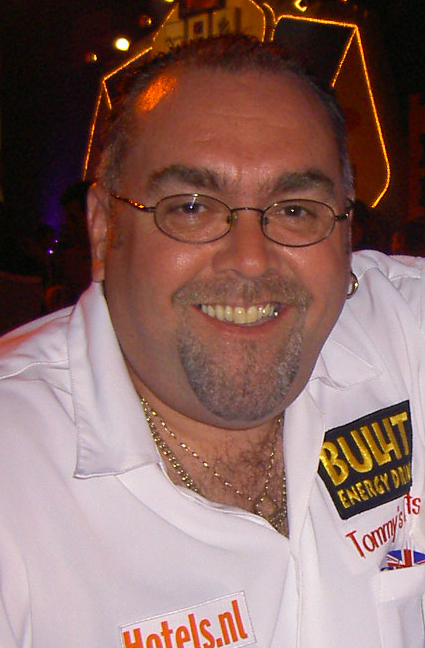

## BDO карьера
Участвует в чемпионатах мира Британской организации дартса (англ. British Darts Organization, BDO) с 2002 года. 
В 2006 году дошёл до четвертьфинала, где проиграл Раймонду ван Барневельду.
В 2009 году Тони О’Ши дошёл до финала, где проиграл Теду Хенки. Таким образом, Тони улучшил результат 2004 года, когда дошёл до полуфинала, проиграв там Мервину Кингу. 
В 2010 году на чемпионате мира (BDO) по дартсу победил Робби Грина, Стефана Бантинга и Робина Вагнера и дошёл до полуфинала, где его обыграл Дэйв Чизнолл. 
В 2012 Тони О’Ши дошел до второго финала, обыграв на пути в то время действующего трёхкратного чемпиона мира Мартина Адамса. В финале проиграл Кристиану Кисту 5-7. 
В следующем году также дошёл до финала, но с разгромным счётом 1-7 уступил Скотту Уэйтсу.
C 2014 по 2019 годы вылетал в первом же раунде на чемпионатах мира.

## PDC карьера
О'Ши перешёл в PDC в январе 2018 года, надеясь получить «прописку» в Туре на следующие сезоны. Из-за этого он пропустил участие в чемпионате мира 2018 года под эгидой BDO, закончив сезон на 55 месте в рейтинге. Тем не менее, ему не удалось преодолеть раунд 1/64 финала во время четырёхдневного турнира, на котором можно было получить право участия в главных турниров Профессиональной корпорации дартса. Затем, О'Ши вернулся в турниры BDO.

## Участие в турнирах BDO по дартсу
- 2002: 1 раунд (проиграл Колину Монку 2-3)[9]
- 2003: 2 раунд (проиграл Колину Монку 2-3)[10]
- 2004: полуфинал (проиграл Мэрвину Кингу 1-5)[4]
- 2005: 1 раунд (проиграл Марко Кантеле 1-3)[11]
- 2006: четвертьфинал (проиграл Раймонду ван Барневельду 3-5)[2]
- 2007: 1 раунд (проиграл Мартину Адамсу 0-3)[12]
- 2008: 2 раунд (проиграл Роберту Тортону 2-4)[13]
- 2009: финалист (проиграл Тэду Хэнки 7-6)[3]
- 2010: полуфинал (проиграл Дэйву Чизноллу 6-3)[5]
- 2011: 1 раунд (проиграл Россу Смиту 1-3)[14]
- 2012: финалист (проиграл Кристиану Кисту 5-7)[6]
- 2013: финалист (проиграл Скотту Уэйтсу 1-7)[7]
- 2014: 1 раунд (проиграл Мартину Адамсу 0-3)[15]
- 2015: 1 раунд (проиграл Скотту Митчеллу 2-3)[16]
- 2016: 1 раунд (проиграл Джиму Уильямсу 0-3)[17]
- 2017: 1 раунд (проиграл Джиму Уильямсу 0-3)[18]
- 2019: 1 раунд (проиграл Уэсли Хармсу 2-3)

## Личная жизнь
У Тони есть жена Джилл и двое детей. Так же он имеет шестеро внуков.